# 乙基硫酸镱
乙基硫酸镱是一种化合物，化学式为Yb(C2H5SO4)3。它可由乙基硫酸钡和硫酸镱反应制得，它存在无水物与九水合物，其热分解的最终产物为硫酸镱。它的九水合物与其它镧系元素的乙基硫酸盐同构，空间群为P63/m。

## 延伸阅读
- Eugene Y. Wong. Absorption Spectra of Er(C2H5SO4)3·9H2O and Yb(C2H5SO4)3·9H2O. The Journal of Chemical Physics. 1963. 39. 2781-2782. doi:10.1063/1.1734106.